# Памбукова къща
Памбуковата къща (на гръцки: Αρχοντικό Παμπούκα) е жилищна сграда в македонския град Драма, Гърция.
Къщата е разположена на улица „Пердикас“ № 10. Построена е в еклектичен стил в края на ΧΙΧ – началото на ΧΧ век за видния търговец на тютюн Памбукас. Архитект на сградата е Христос Демопулос, а инженер австриецът Конрад фон Вилас. Сградата е с Г-образна форма и прекрасно хармонира със средата. Главният вход има две стълбища с аркади, основен мотив на австрийския инженер, който се среща и в други негови сгради в Драма като Центъра за защита на детето.